# Juhonpieti en Erkheikki
Juhonpieti en Erkheikki zijn twee dorpen binnen de Zweedse gemeente Pajala, die voor de statistieken als één dorp worden gezien; ze liggen inmiddels tegen elkaar aan. De dorpen en met name Juhonpieti ligt aan de Torne.
Juhonpieti is gesticht in 1813 door Per Person Karvonen, maar genoemd naar diens kleinzoon Per Johansson Karvonen (naar het Fins vertaald geeft dat Juhonpieti)
Erkheikki is gesticht in 1851 door Erik Erikson Niva (kleinzoon van de stichter van Pajala, Lasse Pajanen) en genoemd naar Eriks zoon Hendrik Erik Erkki (naar het Fins vertaald geeft dat Erkin Heikki).

## Verkeer en vervoer
Bij de plaats loopt de Länsväg 395.
Ten westen van de plaats ligt de Luchthaven Pajala.
Aareavaara · Anttis · Huukki · Isovaara · Jarhois · Juhonpieti en Erkheikki · Junosuando · Kainulasjärvi · Kangos · Kardis · Kassa · Kätkesuando · Käymäjärvi · Kaunisvaara · Kengis · Kenttä · Keräntöjärvi · Kieksiäisvaara · Kiilarova · Kihlanki · Kitkiöjärvi · Kitkiöjoki · Kolari · Kompelusvaara · Korpilombolo · Kurkkio · Lahenpää · Lahnajärvi · Lautakoski · Liviöjärvi · Lovikka · Männikkö · Muonionalusta · Muodoslompolo · Narken · Nuuksujärvi · Ohtanajärvi · Oksajärvi · Pääjärvi · Pajala · Parkalompolo · Pentäsjärvi · Peräjävaara · Pimpiö · Ristimella · Ruosteranta · Sahavaara · Saittarova · Salmijärvi · Särkimukka · Sattajärvi · Selkäjärvi · Suaningi · Talinen · Tärendö · Teurajärvi · Torinen · Törmäsniva · Tornefors